# 永尾光湖
永尾 光湖（ながお みつこ、1977年9月19日 - ）は、日本のタレント、ラジオパーソナリティ、ナレーター・フリーアナウンサー。パートナーズ・プロ所属。千葉県船橋市生まれ、大阪府育ち。創価大学卒業。
父は元プロ野球選手の永尾泰憲。

## 来歴・人物
関西地区を拠点として多くの番組に出演し、ラジオのパーソナリティとして活動している。
所属していた大阪テレビタレントビューローが2018年3月をもって解散し、4月からパートナーズ･プロに移籍。

## 出演番組

### 現在

#### ラジオ
- 「ほっとココロSunday」（FM-COCOLO、日曜8:30 - 10:00）

### 過去

#### テレビ
- 「真夜中市場」（関西テレビ）
- 「旬感☆きょうと府」（KBS京都）
- 「らぶかん」（KBS京都・サンテレビ)
- 「出会いのまち西宮」（サンテレビ）
- 「西播磨発サタデー9」（サンテレビ）
- 「OH!Cafeスタイル」（OHKテレビ）
- 「情報スロット999」（J:COM）
- 「まいどわいどわが街ねっとわーく」 （J:COM）
- 「地域のテレビ」（J:COM）
- 「マルなお店」（K-CAT）
- 「熱血!!タイガース党」（サンテレビ）- 2008 - 2011年度に「タイガース党秘書」という肩書でレギュラー出演

#### ラジオ
- 「永尾光湖のおはようパートナー」（ABCラジオ）
- 「マンスリーよしもと」（ABCラジオ）
- 「永尾光湖のサンデー・ヒットパレード」（ABCラジオ）

## CM
- カナート洛北
- ファイン（ローズヒップ）

## VP
- 浜学園
- ピアス化粧品
- 千趣会
- 三洋電機
- 松下電工
- 平和堂

## その他
- 提供読みのアナウンス（ABCテレビ）
- CMのアナウンス（ABCラジオ）
- 各イベントの司会